# Vòi xịt vệ sinh

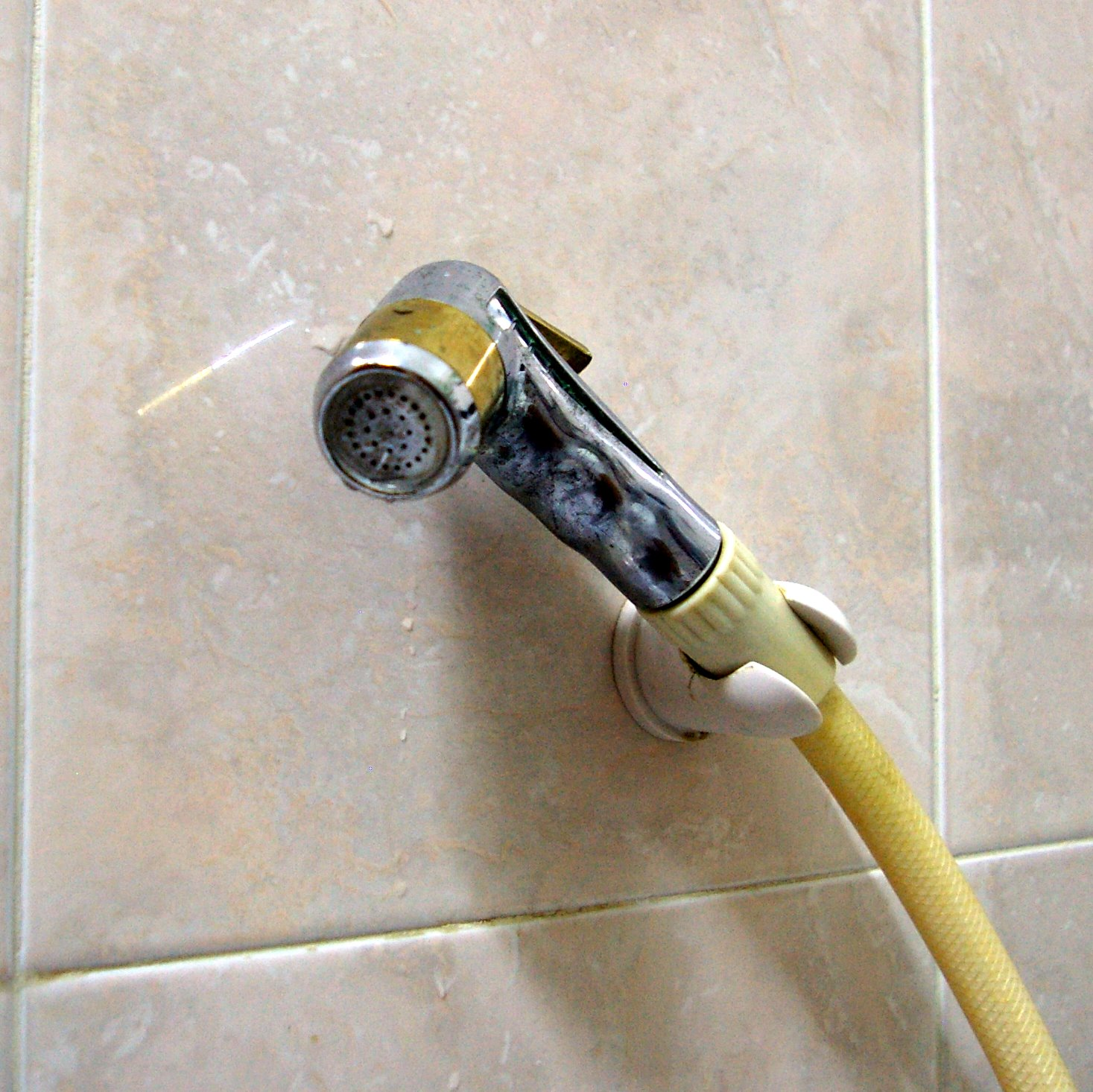
Vòi xịt

Vòi xịt vệ sinh (tiếng Anh: "bidet sprayer" hoặc "bidet shower") là một vòi phun nước kích hoạt bằng tay, tương tự như vòi xịt nước trên bồn rửa chén bát ở nhà bếp, xịt nước để trợ giúp trong việc làm sạch hậu môn và làm sạch các bộ phận sinh dục sau khi đi vệ sinh và đi tiểu.

## Mô tả
Vòi xịt vệ sinh là dụng cụ cho những người thích sử dụng nước hơn là vật liệu làm sạch khác như giấy sau khi đi vệ sinh hoặc đi tiểu. Vòi xịt vệ sinh là một sự thay thế tương đối hiện đại cho các nguồn nước truyền thống cho hành động này, như nồi đồng hoặc xô và cốc, vệ sinh và nhỏ gọn hơn. Không có sự tiếp xúc giữa nước phun và nước thải đã sử dụng.

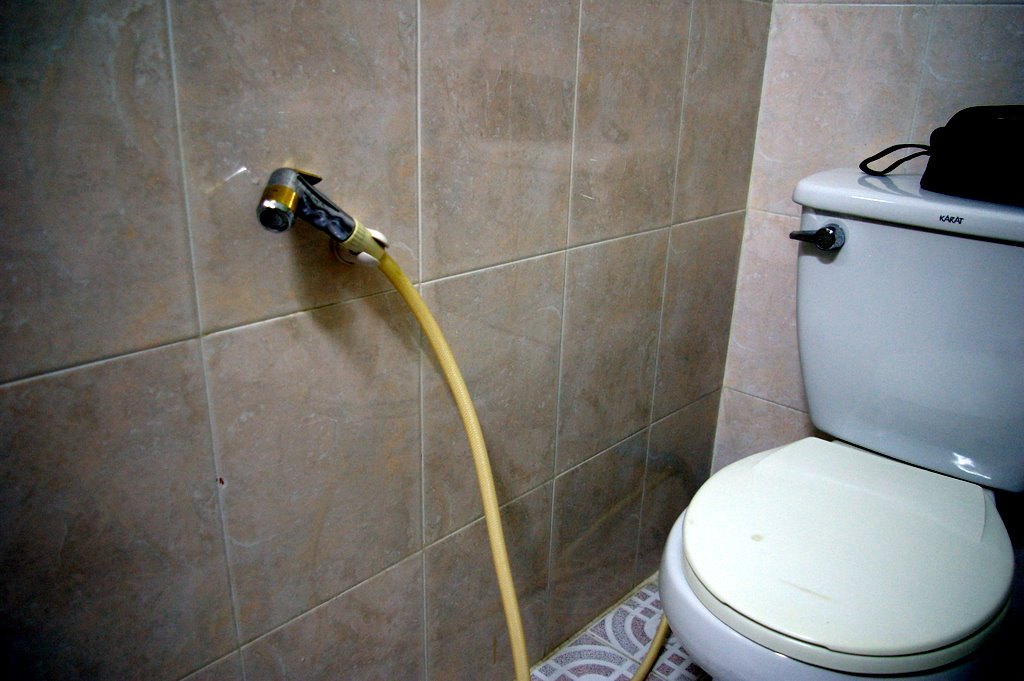
Một kiểu cài đặt vòi nước
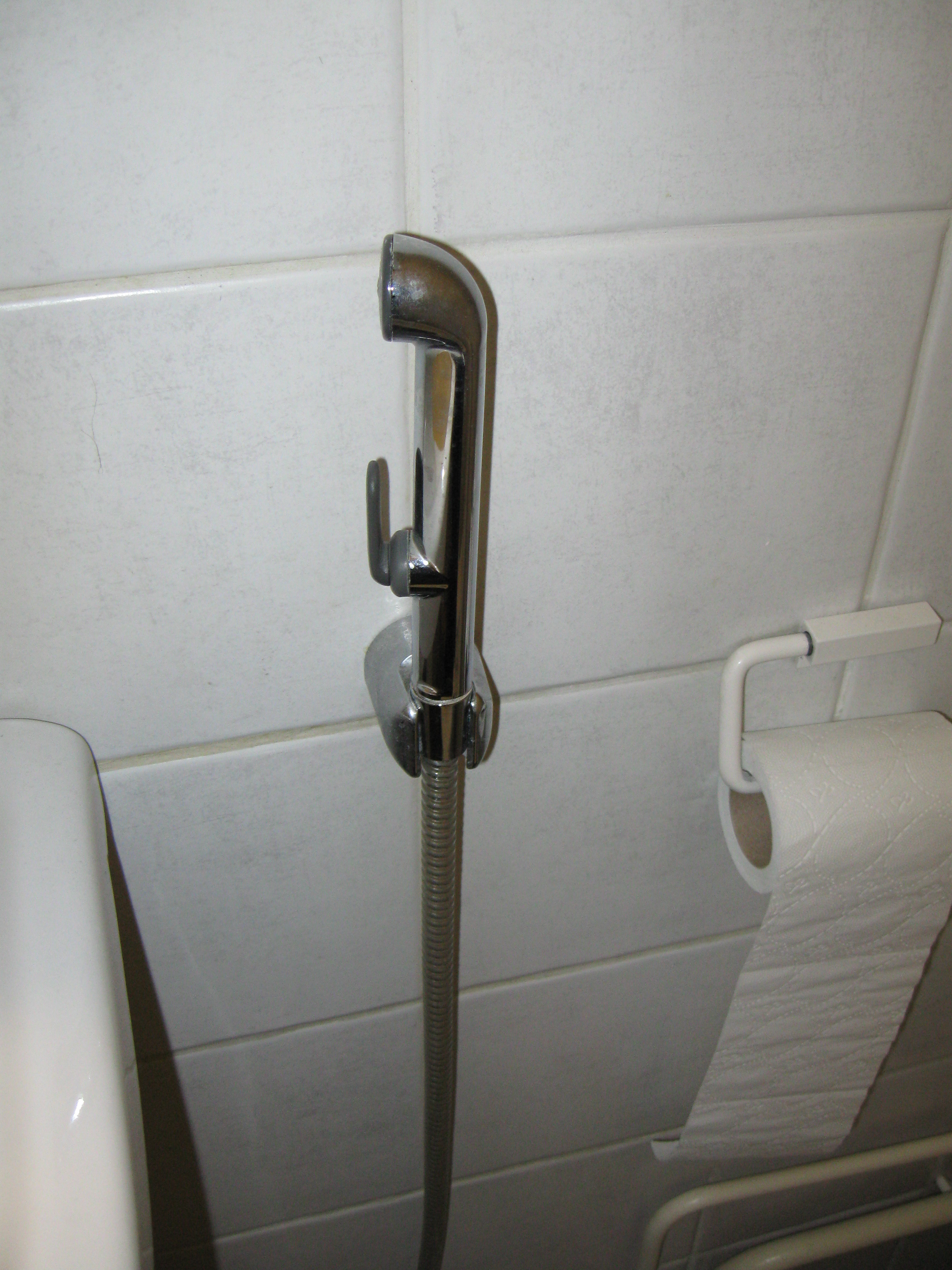
Mô hình Phần Lan
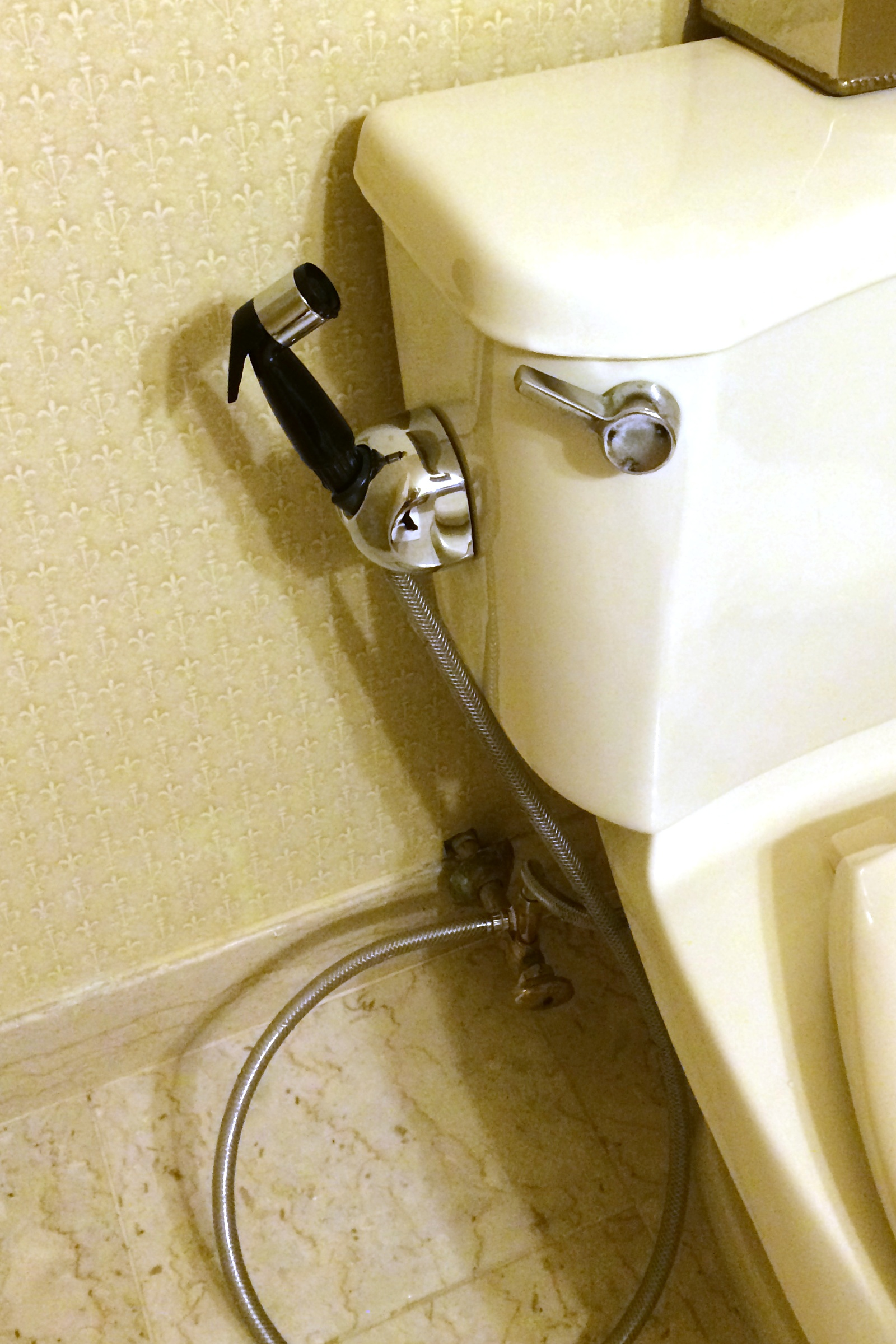
Vòi xịt tại Waldorf Astoria New York

## Thịnh hành
Vòi xịt vệ sinh phổ biến ở tất cả các quốc gia Hồi giáo và ở hầu hết các khu vực của châu Á nơi nước được coi là cần thiết để làm sạch hậu môn. Các quốc gia này bao gồm Nepal, Pakistan, Trung Quốc, Iran, Ấn Độ, Bangladesh, Thổ Nhĩ Kỳ, Iran, Các Tiểu vương quốc Ả-rập Thống nhất, Indonesia, Malaysia, Philippines, Sri Lanka, Thái Lan, Singapore, Việt Nam và Campuchia. Ở những quốc gia này, nó thường được lắp đặt trong nhà vệ sinh kiểu phương Tây (ngồi). Tại Thái Lan, nó là phổ biến ở cả hai kiểu nhà vệ sinh kiểu phương Tây và nhà vệ sinh ngồi xổm.
Vòi xịt vệ sinh được người Hồi giáo sử dụng ở các quốc gia Hồi giáo và tất cả các nơi ở thế giới Ả rập cũng như châu Á để làm sạch bằng nước sau khi sử dụng nhà vệ sinh. Ở đây, nước thường được sử dụng thay vì, hoặc cùng với giấy vệ sinh để làm sạch sau khi đi vệ sinh.
Chậu rửa vệ sinh phổ biến ở các quốc gia chủ yếu theo Công giáo, nơi nước được coi là thiết yếu để làm sạch hậu môn. Ở châu Âu, vòi xịt vệ sinh được sử dụng ví dụ ở Phần Lan và Estonia. Bồn rửa (bidet) được sử dụng rộng rãi trong các phòng tắm ở nhiều nước Nam Âu.